# Vejen væk
Vejen væk er det fjerde studiealbum fra den danske sanger og sangskriver Thomas Helmig, der blev udgivet den 3. oktober 1988. Albummet solgte over 160.000 eksemplarer. Ifølge Helmig handler Vejen væk om "Hvor svært det er at undgå alle parforholdets faldgruber, hvor vanskeligt det kan være at se tingene klart og hvor pinefuldt det kan være, når to mennesker er kørt fast og ikke kan tage sig sammen til at gå fra hinanden." Titlen er dobbelttydig: "Det at jeg bevæger mig væk fra noget, betyder jo lige så meget, at jeg er på vej mod noget andet. Hvad det bliver, aner jeg ikke. En ting ad gangen. Lige nu er jeg nået til Vejen væk."
Sangen "Sirenesangen" er oprindeligt indspillet af Gasolin' på albummet Efter endnu en dag i 1976.

## Spor
Alt tekst og musik er skrevet af Thomas Helmig, undtagen hvor noteret.
| #   | Titel                                                          | Producer(e)         | Længde |
| --- | -------------------------------------------------------------- | ------------------- | ------ |
| 1.  | "Nu hvor du har brændt mig af"                                 | Thomas Helmig       | 4:20   |
| 2.  | "Sirenesangen" (Gasolin', Tommy Georg Larsen, Mogens Mogensen) | Helmig              | 4:35   |
| 3.  | "Dagen efter dagen derpå"                                      | Helmig              | 4:07   |
| 4.  | "Undskyld (jeg savner dig)"                                    | Helmig              | 4:53   |
| 5.  | "Det er mig der står herude og banker på"                      | Helmig              | 3:19   |
| 6.  | "Vi siger farvel"                                              | Helmig              | 4:15   |
| 7.  | "Sådan var det for lang tid siden (sådan er det ikke mere)"    | Helmig              | 1:37   |
| 8.  | "Kærlighed gør ondt"                                           | Jai Winding, Helmig | 3:10   |
| 9.  | "Hvis det er sådan du vil have det"                            | Winding, Helmig     | 3:33   |
| 10. | "(Giv mig et) nyt liv"                                         | Helmig              | 4:08   |
| 11. | "Årene går (Rita)" (bonus spor)                                | Helmig              | 4:06   |

## Medvirkende
| - Thomas Helmig – vokal, kor, keyboards, guitar, percussion, teknik, mixer, producer, arrangement - Aske Jacoby – guitar - Per Chr. Frost – guitar, bas - Michael Landau – guitar - Palle Torp – guitar - Lars "Larry" Danielson – bas - George Hawkins – bas - Jesper Mardahl – bas - Jai Winding – producer (spor 8 og 9), keyboards, programmering, teknik, mixer - Claes Antonsen – percussion, trommer - Uffe Fink Isaksen – percussion - Russ Kunkel – trommer - Niels Mathiasen – saxofon | - Maria Bramsen – kor - Søs Fenger – kor - Caroline Henderson – kor - Jacob Riis-Olsen – kor - Tom R. Andersen – programmering, teknik, mixer - Hjortur Blöndahl – programmering - Ole Grønbæk – teknik - Tom Jeppesen – teknik - Shep Shonsdale – teknik - Niels-Erik Lund – teknik - Poul Stenstrup – teknik - Johs. Stærk – teknik - Greg Ladanyi – mixer |

## Hitlisteplacering
| Hitliste (1988) | Højeste placering |
| --------------- | ----------------- |
| Danmark         | 1                 |